# Paul Auster
Paul Auster (Newark, 3. veljače 1947. – New York City, 30. travnja 2024.) bio je američki književnik.

## Životopis
Studirao je englesku i komparativnu književnost na njujorškom Sveučilištu Columbia, i zatim radio kao književni prevoditelj u Parizu. U književnosti se javlja memoarskom prozom "Izum samoće" (The Invention of Solitude, 1982.) o očevoj smrti i činu pisanja. Slavu i priznanje kritike stječe ciklusom Njujorška trilogija. Čine je eksperimentalni detektivski romani "Stakleni grad" (City of Glass, 1985.), "Duhovi" (Ghosts, 1986.) i "Zaključana soba" (The Locked Room, 1986.). Opisuje ih se i kao metafizičke trilere koji propituju i dekonstruiraju pravila žanra. Junaci su privatni istražitelji ili pisci. Izražene su teme gubitka i pronalaska identiteta, a atmosfera je napeta i tajnovita.
Stvara pod utjecajem Franza Kafke, Samuela Becketta, psihoanalize Jacquesa Lacana, pa i američkoga transcendentalizma (Henry David Thoreau, Ralph Waldo Emerson). Zaokupljaju ga teme pisanja, književnog oblikovanja i traganja za identitetom. Djelo mu je prožeto elementima egzistencijalizma i književne teorije.
Uz 15-ak romana, autor je i poezije i nekoliko knjiga autobiografske proze. Napisao je više scenarija, među njima i za film "Dim" (Smoke, 1995.) Waynea Wanga, koji se smatra kultnim ostvarenjem 1990-ih. Godine 2013. objavio je odabranu prepisku s nobelovcem Johnom Maxwellom Coetzeejem "Ovdje i sad: pisma 2008. – 11." (Here and Now: Letters 2008–11). U 2017. izdaje opsežni "4321", prvi roman nakon sedam godina, u kojem protagonist Archie Ferguson proživljava četiri alternativne sudbine.
Knjige su mu prevedene na 35 jezika. Živi New Yorku s drugom suprugom Siri Hustvedt, također književnicom. Ima dvoje djece. Popularan je u Francuskoj i ostatku Europe. U Americi je povremeno javno istupao u vezi s vanjskom i unutarnjom politikom. Kritičar je predsjednika Donalda Trumpa. Prozvao je turskog čelnika Erdogana zbog progona pisaca.